# Paul Mila

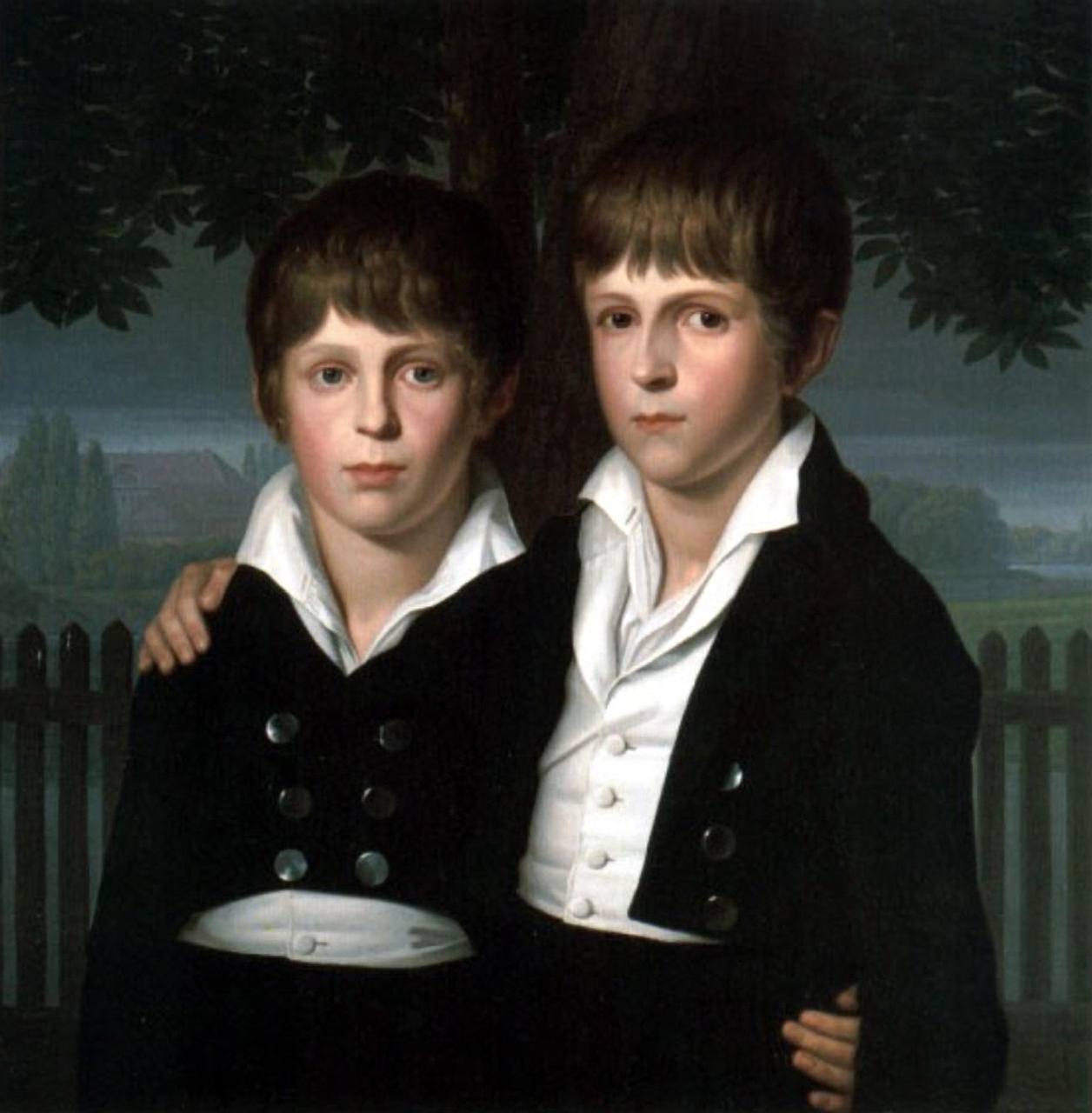
Doppelporträt Paul und Max Mila (Wilhelm von Schadow, vor 1811)

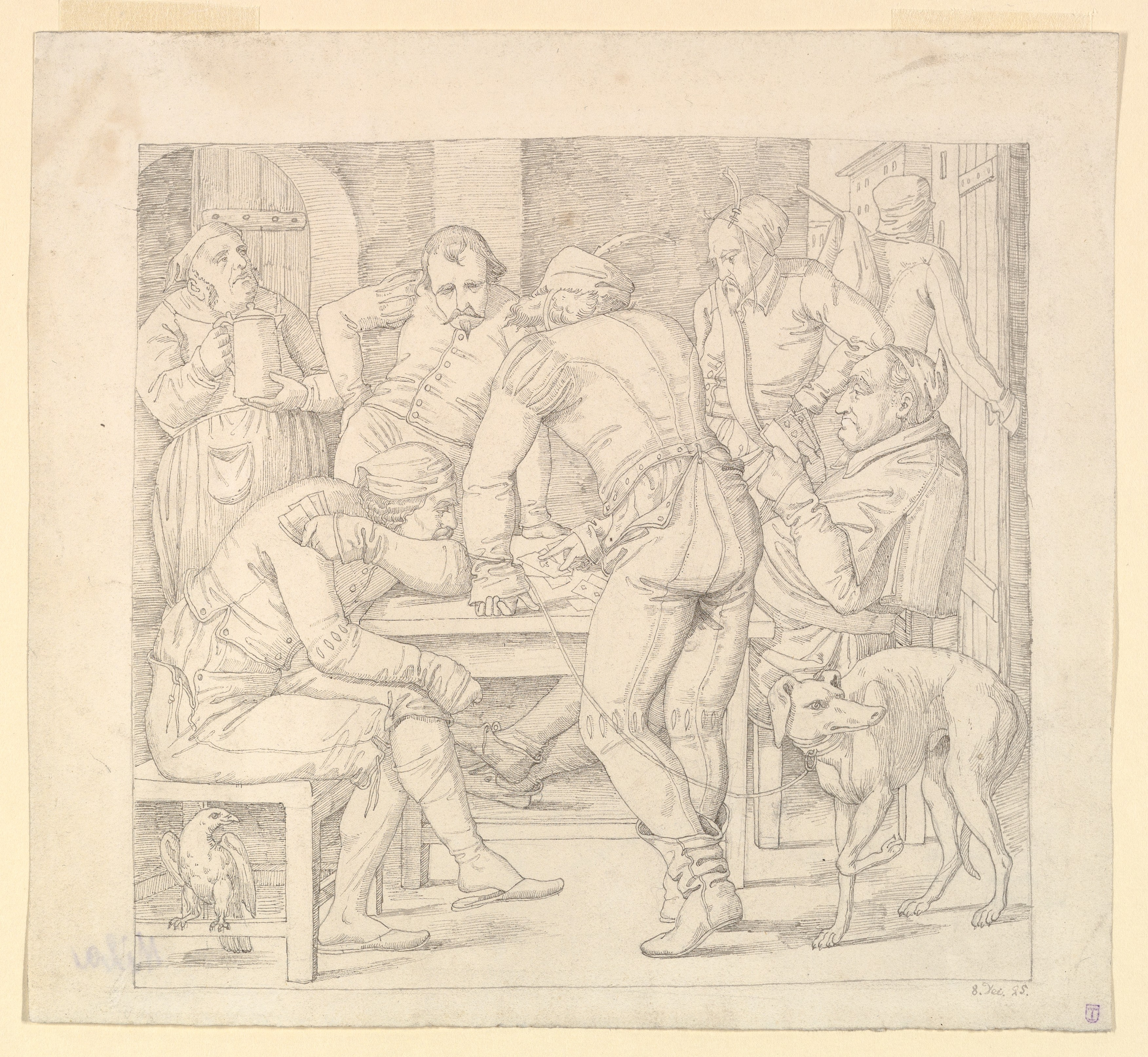
Kartenspielende Männer u. Mönche aus der Zeit des Dreissigjährigen Krieges (Paul Mila, 1825)

Auguste Paul Emile Mila (* 24. Oktober 1798 in Berlin; † 21. März 1865 in Brietzig, Kreis Pyritz) war ein preußischer Historienmaler, Porträtmaler und Illustrator.

## Leben
Paul Mila war der Sohn von Luise Mila (1771–1858), Ehefrau des Predigers, Lehrers und Justizrates Wilhelm Mila, und des Archäologen Aloys Hirt. Paul Mila war Schüler der Berliner Kunstakademie, arbeitete in der Zeit von 1821 bis 1824 in Rom und wirkte dann wieder in Berlin, wo er sich mit seinen Werken bis 1848 bei den Akademie-Ausstellungen beteiligte.
Als sein Hauptwerk gilt der zerstörte „Antikenfries“ im Berliner Stadtpalais des Prinzen Karl von Preußen. In der Zeit von 1832 bis 1835 schuf Mila acht Kreidezeichnungen zu Goethes Faust, die sich heute im Goethe-Nationalmuseum in Weimar befinden.
Paul Mila war in einer kurzen unglücklichen Ehe mit Agnes Rauch (1804–1881) verheiratet, der unehelichen ältesten Tochter des Bildhauers Christian Daniel Rauch, die er am 3. September 1827 in der Berliner Parochialkirche geheiratet hatte und von der er bereits wenige Wochen später im Dezember 1827 wieder geschieden war.
Er starb 1865 in Brietzig im pommerschen Kreis Pyritz, wo sein Halbbruder Louis Maximilian Mila (1800–1868) als Pastor wirkte.
Wilhelm von Schadow malte noch in der Zeit vor seiner Abreise 1811 nach Rom ein Doppelporträt von Paul und Max Mila.

## Werke (Auswahl)
- 1825 Kartenspielende Männer u. Mönche aus der Zeit des Dreissigjährigen Krieges.
- 1826 Bildnis Henriette Sontag.
- 1827 „Antikenfries“ im Berliner Stadtpalais des Prinzen Karl von Preußen.
- 1838 Bildnisse preußischer Prinzen.
- 1846 Guido Reni malt Beatrice Cenci im Gefängnis.

Illustrationen zu Goethes Faust
- 1832: Kerker. Gretchen, aus den Ketten befreit, umarmt Faust.
- 1833: Kerker. „Sie ist gerichtet!“ Mephistopheles verschwindet mit Faust.
- 1833: Marthens Garten. Faust mit Gretchen auf dem Schoss im Gespräch.
- 1833: Vor dem Tor.
- 1833: Kerker. Faust erblickt vor der Gittertür das gefesselte Gretchen.
- 1834: Abend. Gretchen im Zimmer den von Mephistopheles zurückgelassenen Schmuck betrachtend.
- o. J.: Hexenküche.
- 1835: Faust und Wagner mit dem Pudel.